# Асланов, Мухтар Махмуд оглы
Мухтар Махмуд оглу Мелик-Асланов (азерб. Muxtar Mahmud oğlu Məlik-Aslanov; 27 января 1927, Туг,  Азербайджанская ССР, ЗСФСР, СССР — 20 сентября 1996, Баку, Азербайджанская Республика) — азербайджанский,  советский учёный в области автоматики, лауреат Государственной премии СССР(1969).

## Биография
Мухтар родился 27 января 1927 года в селе Туг. Выходец из древнего и знатного Карабахского дворянского рода Мелик-Аслановыx. 
Ввиду репрессий 20—30-х годов прошлого века, которым подверглась семья из-за дворянского происхождения,
отец Мухтара решил взять фамилию Асланов.
1944—1949 — учился в Азербайджанском индустриальнoм институте на факультете "Электрооборудование промышленных предприятий".
После окончания учёбы в 1949 году работал на нефтяных промыслах техником, инженером, главным инженером, начальником управления.
1954 году присуждена степень кандидата технических наук.

## Деятельность
- В 1955 году вступил в КПСС[1].

- С 1959 года работал в Научно-исследовательском и проектном институте «Нефтехимавтомат» (Баку), начальник отдела по внедрению комплекса средств автоматизации и вычислительной техники в нефтедобывающей промышленности. Специалист в области создания и применения систем и комплекса средств для автоматизации нефтяных промыслов. Автор двух изобретений[1].

- В 1969 году за создание и широкое внедрение систем и комплекса средств для автоматизации нефтяных промыслов Азербайджана Мухтар Асланов был удостоен Государственной премии СССР[1][2].

- Последнее место работы — Председатель Государственного Комитета Азербайджанской Республики по топливу (ныне Министерство Энергетики Азербайджанской Республики) c 14 апреля по 09 сентября 1992 года.

## Семья
- Супруга: Меликова Солмаз Алимамед гызы (15.11.1931,Баку — 20.08.2002,Баку)

- Дети: Руфат (12.01.1959,Баку), Афаг (23.06.1965,Баку), Гюльнара (14.06.1968,Баку)

## См.такжe
- Мелик-Аслановы [+]

- Туг